# سبكترم أوف ذا سيز
سبكترم أوف ذا سيز (بالإنجليزية: Spectrum of the Seas)‏ هي سفينة سياحية تعود ملكيتها إلى شركة رويال كاريبيان إنترناشيونال تم بناءها بواسطة شركة ماير ويرفت في بابنبورغ. وهي أول سفن الشركة من فئة كوانتوم الترا. وتم تسليمها في أبريل 2019، عند ذلك كانت خامس أكبر سفينة في أسطول شركة رويال كاريبيان من حيث الحمولة الإجمالية. وتعمل حاليًا بشكل أساسي في أسواق منطقة شرق آسيا.

## تاريخ
أعلنت رويال كاريبيان في 7 مايو 2015 عن إبرام اتفاقية مع ماير ويرفت بشأن طلب السفينة الرابعة من فئة كوانتوم.  وفي 16 أغسطس 2017 أكد مايكل بايلي الرئيس والمدير التنفيذي لشركة رويال كاريبيان إعلانًا صدر في وقت سابق في أبريل 2017 بأن السفينة ستتمركز في السوق الصينية وستضم أماكن إقامة وعروضًا مصممة خصيصًا لمنطقة آسيا والمحيط الهادئ. 
بدأ البناء كالمعتاد بإحتفال قطع الصلب في 16 أغسطس 2017.  وبدأت عملية نقل السفينة عبر نهر إمس إلى إيمشافن لبدء تجاربها البحرية في بحر الشمال في 20 مارس 2019.  تم تسليم السفينة رسميًا إلى شركة رويال كاريبيان في 11 أبريل 2019 في حفل أقيم في بريمرهافن. في 3 يونيو 2019 قام هوانغ شياو مينغ وأنجيلابابي بتعميد السفينة في احتفال بمناسبة وصول السفينة إلى الصين. وأبحرت في إبحارها الافتتاحي في الصين في رحلة بحرية لمدة ثلاثة أيام حول شانغهاي. ومنذ ذلك تقوم برحلات بحرية إنطلاقا من شنغهاي وموانئ مختلفة في شرق آسيا. 